# Thermalbadanlage (Néris-les-Bains)

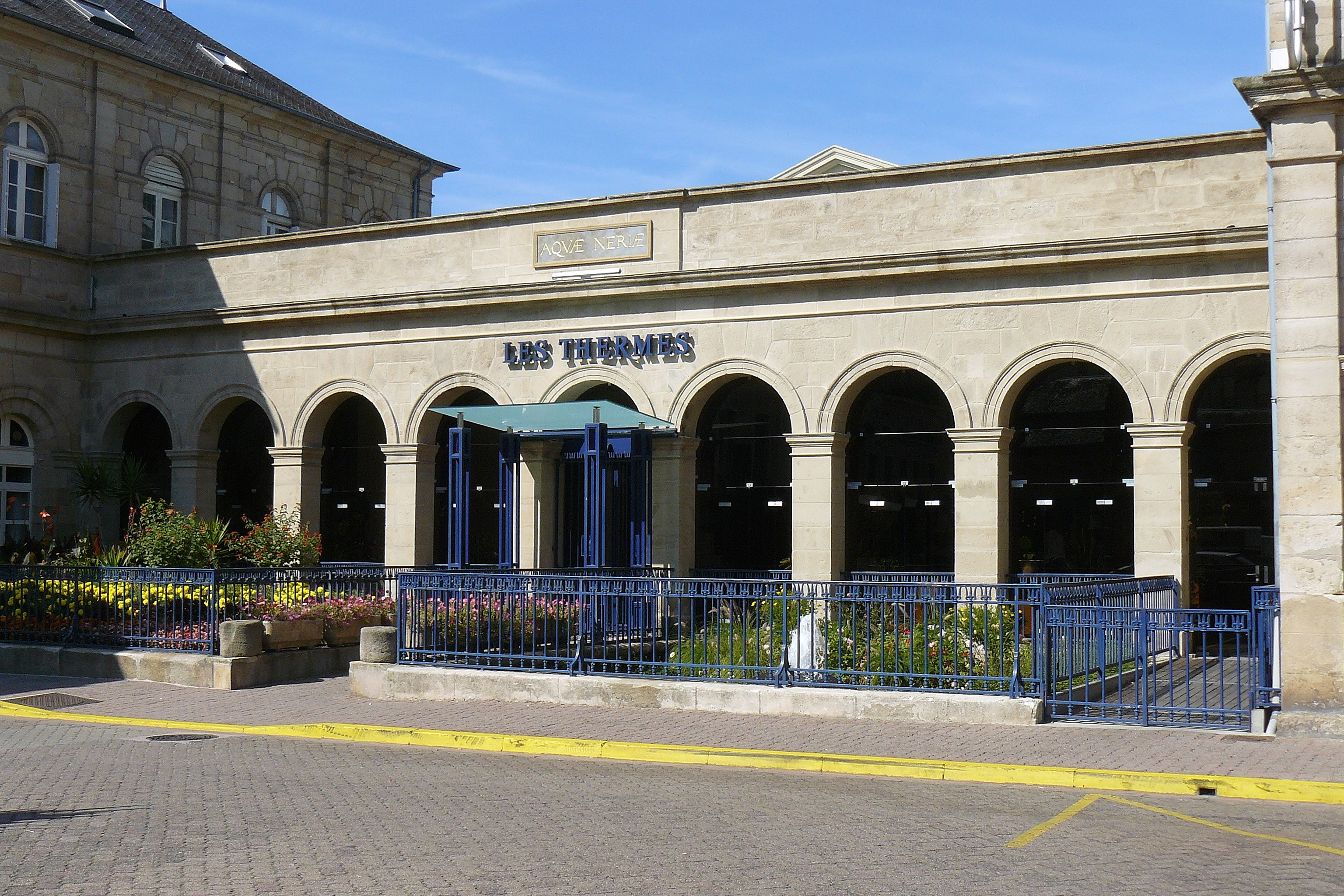
Südfassade der Thermalbadanlage in Néris-les-Bains

Die Thermalbadanlage in Néris-les-Bains, einer französischen Gemeinde im Département Allier der Region Auvergne-Rhône-Alpes, wurde 1826 errichtet. Im Jahr 1984 wurde die Thermalbadanlage als Monument historique klassifiziert.
Die Thermalbadanlage wurde an der Stelle der ehemaligen gallo-römischen Thermen errichtet. Sie besteht aus vier rechteckig angeordneten Pavillons, die von der antiken Architektur inspiriert sind. Im mittleren Teil befindet sich die von einem schmiedeeisernen Gitter abgesperrte Quelle.
In der Wandelhalle sind Ausgrabungsstücke der gallo-römischen Thermen zu sehen.